# Petrogale purpureicollis
Espèce
Statut de conservation UICN

 NT  : Quasi menacé
Le pétrogale à col pourpre (Petrogale purpureicollis) est une espèce de marsupial de la famille des Macropodidés.

## Répartition et habitat
Cette espèce est endémique du Queensland en Australie. Il vit dans des zones rocheuses, souvent dans les bois d'eucalyptus ou d'acacia.